# 合沟镇
合沟镇，是中华人民共和国江苏省徐州市新沂市下辖的一个乡镇级行政单位。

## 行政区划
合沟镇下辖以下地区：
合沟村、姚庄村、八杨村、彭庄村、马场村、王庄村、青石桥村、房庄村、界沟村、窦老庄村、长集村、郇楼村、曹庄村、后朱村、前朱村、杨家村、后湖村、高集村、吴家村和小河村。